# گردشگری در آستارا
شهر آستارا و نیز شهرستان آستارا در استان گیلان به دلیل موقعیت جغرافیایی خود، دارای جاذبه‌های گردشگری مختلفی است. در طول سال ۱۳۹۳ بیش از یک میلیون گردشگر ایرانی و هفتصدهزار تبعه خارجی وارد این شهر شده‌اند.

## طبیعت آستارا

### آبشار لاتون

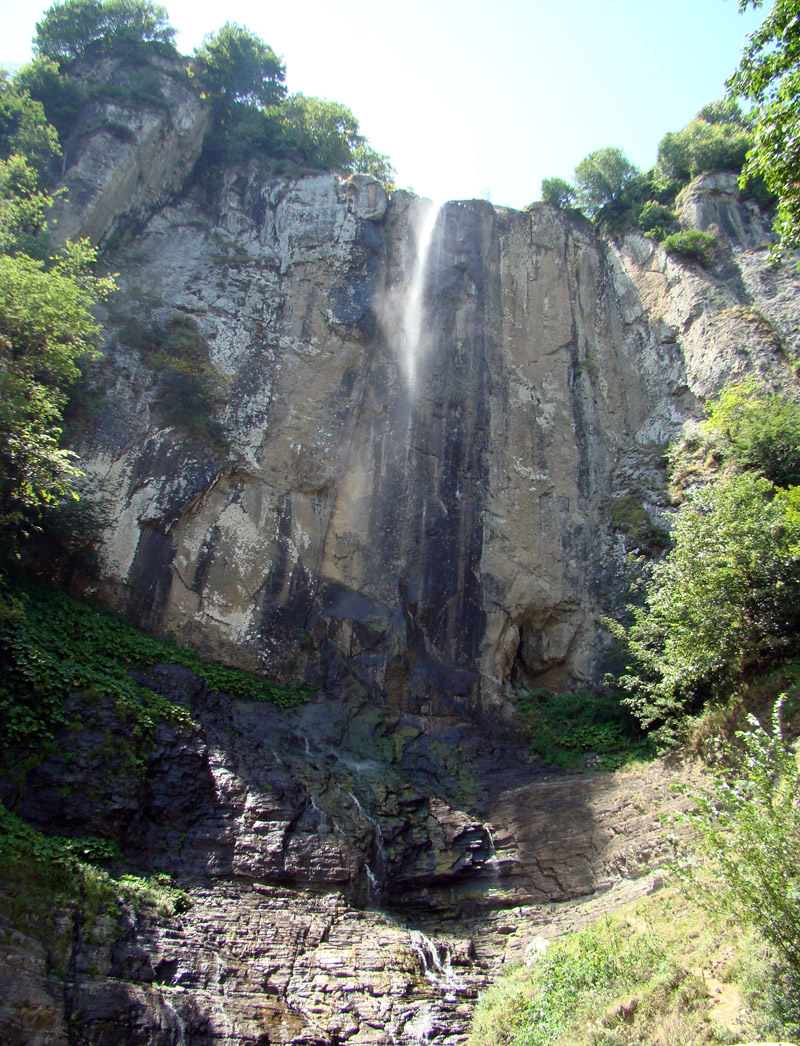
آبشار لاتون

آبشار لاتون دراستان گیلان، ۱۵ کیلومتری جنوب شهرستان آستارا، شهر لوندویل روستای کوته کومه جای گرفته‌است.
ارتفاع تقریبی آبشار لاتون ۱۰۵ متر است که بلحاظ بلندی، مرتفع‌ترین آبشار گیلان و ایران به حساب می‌آید.

#### سیر صعود

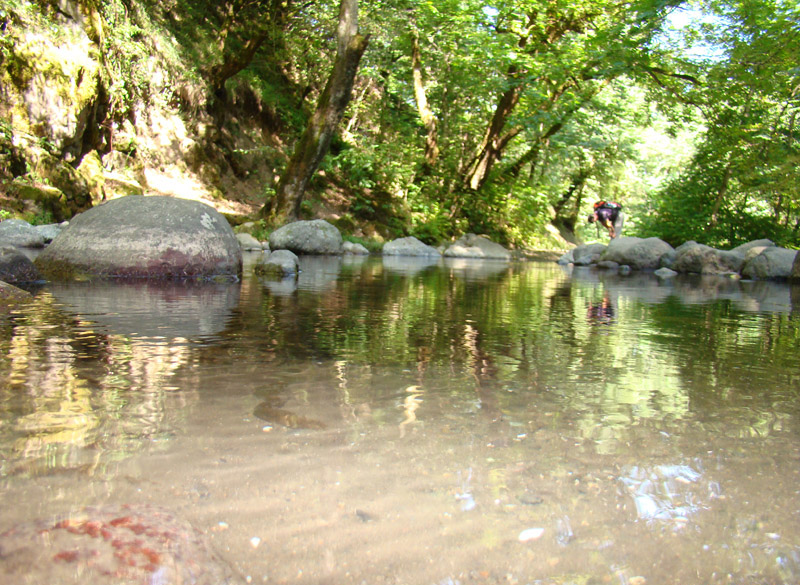
چشمه‌های مسیر صعود آبشار

فاصله از روستای کوته کومه تا آبشار حدود ۶ کیلومتر است که در مدت طی این مسافت ۳/۵ ساعتی در حدود ۷۵۰ متر ارتفاع زیاد می‌شود.
مسیر صعود آبشار تپه‌هایی جنگلی و بسیار زیباست که در طول مسیر چشمه‌های فراوانی با آبی خنک و نوشیدنی دیده می‌شود. انتهای مسیر نیز دارای پرتگاه‌هایی خطرناک و مرگبار است. آبشار از فاصلهٔ ۵۰۰ متری قابل رویت است.
در مسیر صعود به آبشار لاتون به روستای قدیمی آسیو شوان می‌رسیم که تقریباً خالی از سکنه‌است. به زبان تالشی، آسیو به معنی آسیاب و شوان به معنی کنار رودخانه می‌باشد.
در حاشیهٔ آبشار یکی از زیباترین جنگل‌های متراکم بکر و دست‌نخوردهٔ گیلان با انبوهی از درختان آلو، به، گلابی، گردو، فندق و سیب وحشی وجود دارد که در ۹ ماه از سال سرسبزی و زیبایی خود را حفظ می‌کند.
از تنوع جانوری اطراف آبشار نیز می‌توان به گرگ، گراز، خرس (نادر)، جوجه تیغی، اسب، گاو، و... اشاره کرد.

#### سرچشمه آبشار
این آبشار از دامنه‌های شرق کوه اسپیناس سرچشمه گرفته و به رودخانهٔ لوندویل که با طول ۱۷ کیلومتر خود نیز از کوه اسپیناس سرچشمه گرفته سرازیر می‌شود و با شیب تندی به سمت کوته کومه و لوندویل حرکت کرده و در آخر وارد دریای خزر می‌شود.
حجم آب آبشار در فصول مختلف سال متفاوت است ولی در تمام فصول آب دارد.

### گردنه حیران

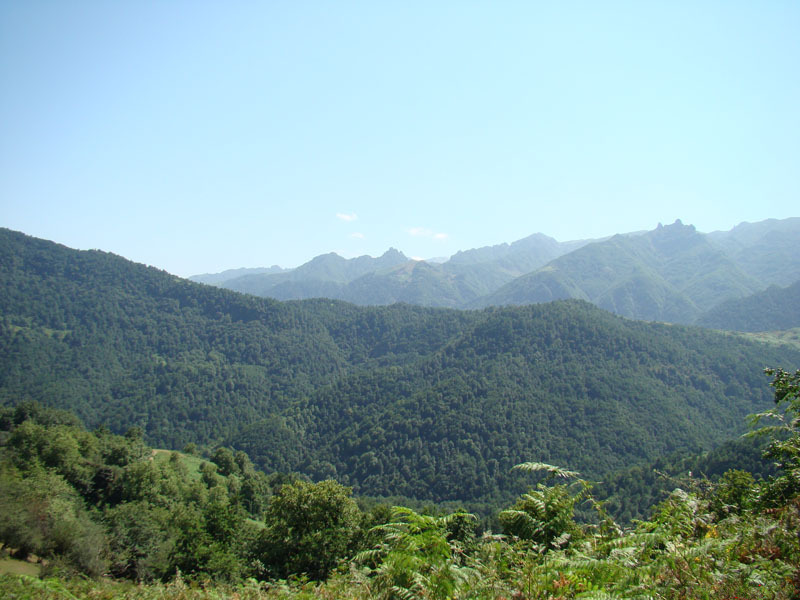
حیران

حیران، نام روستایی است در استان گیلان که در فاصله ۳۰ کلیومتری شهر استارا قرار دارد. این روستا به دلیل زیبایی طبیعی آن، به عنوان یکی از منطقه‌های نمونه گردشگری در ایران به‌شمار می‌رود و با توجه به شرایط آب و هوایی مناسب در سالیان اخیر، مورد توجه گردشگران قرار گرفته و ساخت و ساز بناهای تفریحی و گردشگری در آن افزایش یافته‌است.
گردنهٔ حیران از مهم‌ترین جاذبه‌های گردشگری است که در مسیر راه ارتباطی آستارا - اردبیل قرار گرفته‌است. این گردنه از یک طرف مشرف به کوه‌هایی است که پوشیده از جنگل‌های انبوه‌است و از سویی مشرف به دره‌ای نه چندان عمیق که از میان آن رود آقچای عبور می‌کند این رود تعیین‌کننده مرز ایران و جمهوری آذربایجان است.
گردنه حیران در بسیاری از روزهای سال  زیر پوششی از مه قرار دارد و از نظر طبیعی دره‌ها و کوهپایه‌های آن، پوشیده از گل‌ها و گیاهان جنگلی و مرتعی هستند ارتفاع بلندترین نقطهٔ آن از سطح آب‌های آزاد حدود ۱۵۰۰ متر است؛ در واقع علت اصلی مه تقریباً دائمی گردنهٔ حیران رطوبت دریای خزر است، نه ارتفاع زیاد این گردنه.

### تله کابین حیران
این تله کابین که در غرب روستای ونه بین و حاجی امیر قرار دارد، انتهای گردنه حیران به  پارک جنگلی فندقلوی شهرستان نمین استاناردبیل متصل می‌شود. این تله کابین که با سرمایه‌گذاری بخش خصوصی با ۱۲ میلیارد تومان هزینه در مدت ۶ سال احداث شده، در هر ساعت با ۳۰کابین ۶ نفره پیشرفته می‌تواند یک هزار از گردشگران را با سرعت ۶ متر بر ثانیه جابجا کند.
ارتفاع ایستگاه بالا دست این تله کابین در منطقه فندقلو حدود ۱۷۳۰ متر از سطح دریا است و طول کل مسیر رفت و برگشت در فاز یک پروژه حدود سه کیلومتر می‌باشد. این تله کابین هم‌اکنون بیش از ۵۰ نفر ظرفیت اشتغالزایی دارد و موقعیت جغرافیایی آن طوری است که از شمال به قله باستانی شیندان و جمهوری آذربایجان، از غرب به پارک جنگلی فندقلو، از شرق به روستای ونه بین و جاده اصلی آستارا-اردبیل و از جنوب به دهستان حیران و گردنه زیبای آن مشرف است. منطقه حیران برخوردار از جغرافیای مناسب، آب و هوای خوب و طبیعت زیبا و دیدنی است و یکی از مناطق  گردشگری ایران است.

### کوته کومه

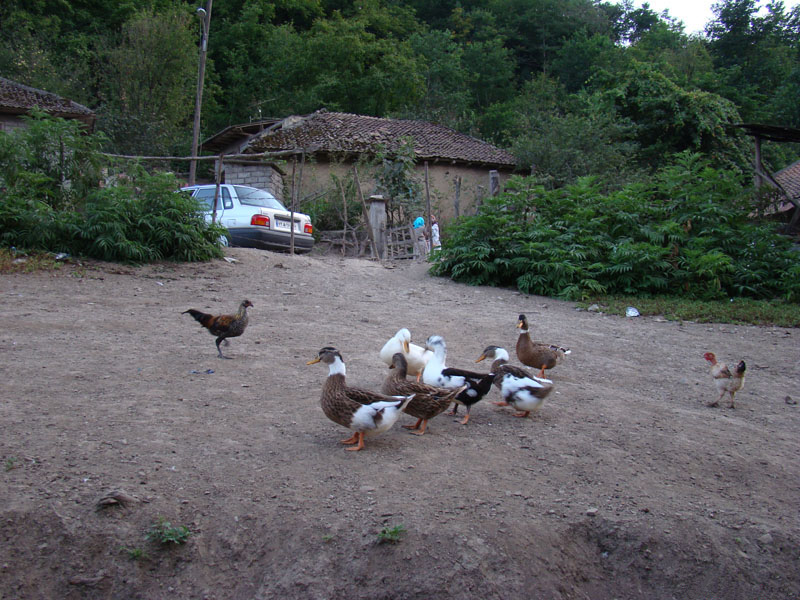
روستای کوته کومه

کوته کومه روستایی در استان گیلان ۹ کیلومتری شهر لوندویل واقع شده‌است. روستایی است کوچک با حدود ۲۰ خانه روستایی با مردمانی تالشی و اهل تسنن.
عمده شهرت این روستا به دلیل وجود آبشار لاتون بلندترین آبشاراستان گیلان است. دیگر مکان مشهور این روستا آبگرم کوته کومه‌است. آبگرمی است کوچک که در خود روستا واقع شده‌است.

### آستاراچای
آستاراچای؛ رودخانه مرزی کوچکی است که شهر آستارا در ایران را از شهر آستارا در جمهوری آذربایجان جدا می‌کند.

### ساحل صدف ۱۷ هکتاری سیبلی
ساحل زیبای صدف سیبلی آستارا به لحاظ زیست‌محیطی یکی از پاکیزه‌ترین و بکرترین مناطق ساحلی دریای خزر است که هر ساله پذیرای مسافران و گردشگران زیادی از اقصی نقاط کشور و دنیاست.
این ساحل در ۱۰ کیلومتری آستارا به سمت بندرانزلی واقع شده و نخستین طرح سالم‌سازی در دریای خزر است.
وجود امکانات بازی و تفریح کودکان، جدا بودن محل شنای برادران از خواهران، وجود مسافرخانه و اتاق‌های استراحت در شب، پلاژهای عرضه خدمات، اماکن نصب چادر، اکیپ امداد، نجات غریق و ماهیگیری، مجاورت با جنگل و منطقه حفاظت شده لوندویل و از همه مهم‌تر وجود مأموران انتظامی، محیطی امن و دلنشین برای گردشگران به وجود آورده‌است.

### ساحل شریعتی
ساحل شریعتی (به نام پیشین: مخیری)در داخل شهر کنار جاده ترانزیتی منتهی به اداره کل گمرک بندرآستارا واقع شده‌است.
پارک توریستی و تفریحی شریعتی از هر لحاظ در میان شهرهای شمالی کشور بی‌نظیر است و حضور در آن، خاطره‌ای فراموش نشدنی را در ذهن دوستداران طبیعت ایجاد می‌کند.
تجهیزات ورزشی، گل کاری، درختکاری، کف سازی، مبلمان فلزی، سکوی استراحت با سنگ مرمر، شهربادی و پیست خودروهای برقی برای کودکان و سرویس بهداشتی را از دیگر امکانات ایجاد شده در این ساحل می‌باشد.

### باغ پرندگان
باغ پرندگان آستارا در ورودی جاده آستارا ـ رشت در زمینی به مساحت یک‌هزار و ۵۰ متر مربع احداث شده‌است که در آن بالغ بر ۳۰۰ پرنده از ۶۰ گونه مختلف وجود دارد.
از جمله پرندگان این باغ می‌توان به طاووس، قرقاول، طوطی، مرغ‌های تزیینی، سرسفید کاکلی، امپراتور، بلدرچین، کبک، بلبل، قناری، مینای سخنگو و مرغ عشق اشاره کرد.
همچنین از میان قرقاول‌های مونال، فایربک، ترکاپان، سیلور، طلایی، سیون‌هو، شاهی، پرتغالی، سبز، گردن حلقه‌ای و کالج، گونه فایربک و مونال بیش از همه مورد توجه گردشگران داخلی و خارجی قرار گرفته‌است.
تمام قرقاول‌های مذکور زینتی، خارجی و کمیاب‌اند و برخی از آن‌ها مانند مونا و فایربک در گیلان و سطح کشور به‌ندرت یافت می‌شوند.
گفتنی است، در هر ماه به‌طور متوسط حدود ۵۰ گردشگر از روسیه، جمهوری آذربایجان، اوکراین و حتی عراق از باغ پرندگان آستارا بازدید کرده، اقدام به تهیه عکس و فیلم از گونه‌های کمیاب آن می‌کنند.

### باغ ملی
این باغ مصفا در دوره قاجاریه روبه روی گمرک احداث گردید. کتابخانه، کانون پرورش فکری کودکان و نوجوانان، سالن آنفی تئاتر، وسایل بازی کودکان و سرویس بهداشتی از امکانات موجود در این باغ می‌باشد. اخیراً دارالقرآن و مرکز فروش کتاب کودکان در آن احداث می‌گردد.

### عباس‌آباد
در ۲ کیلومتری جنوب غربی آستارا روستایی وجود دارد که عباس آباد نامیده می‌شود.
این روستا در کمرشکن کوه اسپیناس از رشته‌های کوه‌های تالش قرار دارد.
به دلیل توسعه فیزیکی شهر و افزایش ساخت وسازها، حریم شهر به اطراف این روستا نیز کشیده شده اما مرکز آن همچنان بکر و زیبا باقی مانده‌است.
این روستا سرشاز شالیزارهای حاصلخیز است و یکی از مرغوب‌ترین برنج نواحی این روستا کشت می‌شود.
یکی از دیدنی‌ترین قسمت‌های عباس‌آباد، باغی به همین نام است که تنها مرکز کشت چای در کل شهرستان است و ده‌ها سال سابقه دارد.
باغ چای عباس‌آباد این باغ که در دوره مظفرالدین شاه تأسیس گردیده‌است، مرکز تحقیقات وزارت جهاد کشاورزی می‌باشد که هم‌اکنون در زمینه تولید انبوه نیز محصول فندق فعالیت دارد.

### بهشت کاکتوس‌ها
این مجموعه در سال ۱۳۵۶ه. ش در خیابان فارابی تأسیس یافته که شامل ۲۲۰۰ نوع کاکتوس از کشورهای برزیل، مکزیک، پرو، بولیوی، آرژانتین و آمریکای جنوبی می‌باشد. پیرترین کاکتوس خاورمیانه در این مجموعه نگهداری می‌شود.

### کوه اسپیناس
رشته کوه اسپیناس پشت تالاب استیل قرارگرفته و آبشارلاتون نیز از دامنه‌های آن سرچشمه می‌گیرند.

### پارک جنگلی بی بی یانلو
پارک جنگلی بی بی یانلو شهرستان آستارا در جریان دور دوم سفرهای استانی هیئت دولت به عنوان یکی از ۶۱ منطقه نمونه گردشگری استان گیلان اظهار داشت: این محوطه جنگلی با یک هزار و ۵۱۲ هکتار وسعت ظرفیت خوبی برای استفاده در امور گردشگری کوهستان و جنگل دارد.
پارک جنگلی بی بی یانلو به وسعت یک هزار و ۵۱۲ هکتار، جزو جنگل‌های هیرکانی غربی است که در ضلع جنوب غربی شهرستان آستارا واقع شده و فاصله آن تا آستارا پنج کیلومتر بوده و در حاشیه جاده آستارا به اردبیل واقع شده‌است.
پارک مذکور دارای جاذبه‌های طبیعی زیبا و خاصی می‌باشد که علاوه بر تنوع فراوان رویشگاه‌های جنگلی و جانوری آن، از نظر ژئومورفولوژی (علم شناسایی اشکال ناهمواری‌های زمین) و وجود چندین دره با دامنه‌های پوشیده از جنگل و یال‌های نسبتاً بلند و چندین قله به عنوان سیمای ویژه و بدیع، چشم‌انداز منحصر به فرد و جالب توجهی را ایجاد کرده‌است.
۴۰ هزار هکتار از مساحت شهرستان آستارا را مناطق جنگلی تشکیل می‌دهد که در آن انواع گونه‌های جنگلی از قبیل بلوط، راش، توسکا، ممرز، نمدار، ملج، لیلکی، انجیلی، آزاد، افرا، گردو، لرگ، خرمندی، داغداغان، شیردار، گیلاس وحشی، فندق، شمشاد جنگلی، شب خسب، ون و بارانک به چشم می‌خورد.

### آسیو شوان (آسیاب آبی)

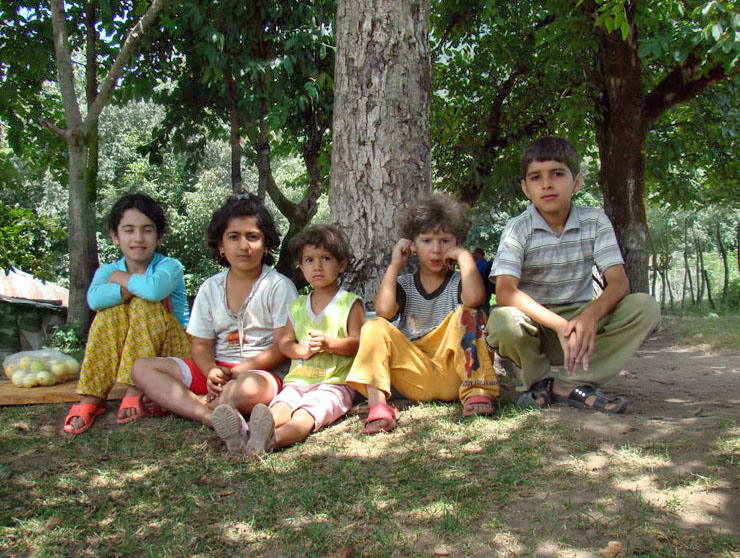
بچه‌های روستای آسیوشوان

پس از کوته کومه و راه آبشار لاتون به بقایای این آسیاب در روستای کوچکی به همین نام برخورد می‌کنیم. قسمت چرخ آن را سیل برده ولی سنگ‌های اتاق آن موجود می‌باشد.

### چشمه آب گرم علی داشی
چشمه آبگرم علی داشی در روستای سرسبز گیلده قرار گرفته‌است. این چشمه به دلیل نزدیکی به جادّهٔ اصلی از طرف آستارا و گردنه حیران از رونق زیادی برخوردار بوده و همه ساله پذیرای عدّهٔ کثیری از توریستهای نواحی اطراف می‌باشد. این چشمه در پای یک پرتگاه سنگی در محلّی به نام علی داشی در بالای درّهٔ گیله ده واقع شده‌است. خواص درمانی آب گرم علی داشی بسیار معروف است و دردهایی همچون درد مفاصل (روماتیسم) چشم درد، دل درد، کمر درد، رفع باد و قولنج و تقویت اعصاب را شامل شده و بسیاری از این ناراحتی‌ها را درمان می‌کند. علاوه بر خاصیّت درمانی، به دلیل واقع شدن در یک محیط ییلاقی و خوش منظر و خوش آب و هوا از ویژگی توریستی و تفریحی خاصّی برخوردار است.

### تالاب بین‌المللی استیل عباس‌آباد و آق ساحل آستارا
تالاب بین‌المللی آق بخاطر بی‌توجهی مسئولان آستارا که زمانی زیست گاه پرندگان بومی و مهاجر جهان بود هماکنون بخاطر ویلاسازی و خانه‌سازی غیرقانونی و ساخت بندر به کلی نابود شد و آما بنابر بررسی شده‌ها توسط فعالان محیط زیست از جمله اسماعیل اسدی دارستانی نویسنده ومحقق ر وزنامه نگار و وبلاگ‌نویس جهانی تالاب آق قابل احیا است فقط همت می‌خواهد
ایشان افزودن: بنده و فعالان محیط زیست و حقوق بشر سال‌هاست قبل از نابودی تالاب بین‌المللی آق می‌نویسم اعتراض می‌کینم و اخرش هم دیدید بعلت عد م توجه مسئولان شهرستان تالاب آق بین‌المللی تصرف و نابود شد و اما دبنبار تحقیقبات زیست محیط ی بنده وفعالان جهانی محیط زیست آق با همت مسئولان و مردم قابل احیا است و بنده به همراه فعالان محیط زیست و حقوق بشر سال‌ها قبل اعتراض نمودیم که دکل برق را از وسط تالاب استیل رد نکید و جلوی تصرف تالاب توسط افراد با نفوذ را بگیردید کسی گوش نکرد بالا ۶۰ درصد تالاب استیل اول انقلاب توسط هیئت واگذاری به کشاوزران دربند و کانرود وعباس آباد واگذار شد لااقل بقیه استیل را برای نسل‌های آینده نگه داریم.

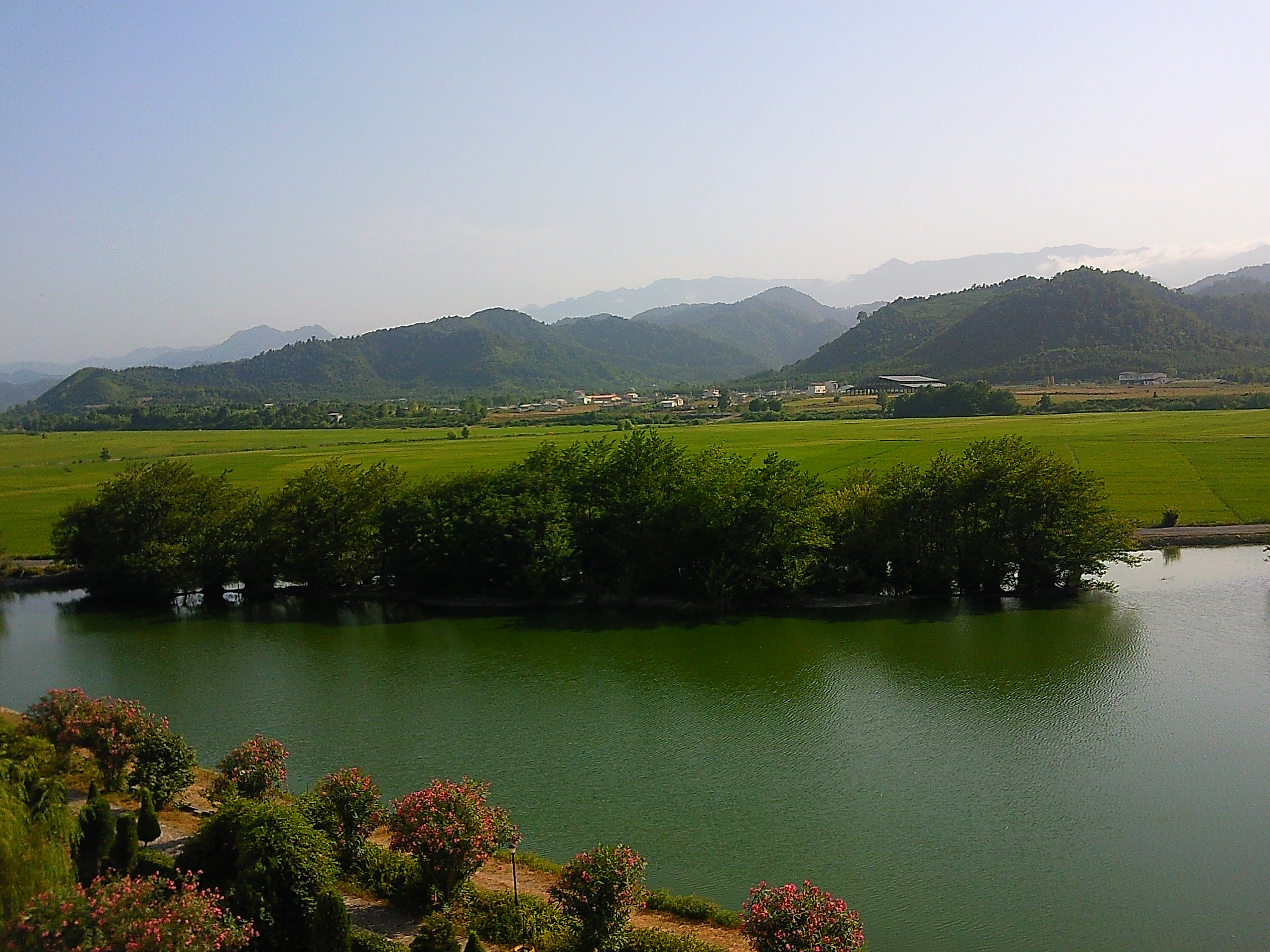
تالاب بین‌المللی استیل

این تالاب در ۴ کیلومتری شهر آستارا در حاشیه جاده آستارا به تالش قرار دارد. اهمیت اکو توریستی این تالاب از جهت نزدیکی به جاده، تنوع چشم‌اندازهای طبیعی همچون کوهستان، جنگل و مزارع و کشتزارهای اطراف دوچندان می‌شود. ضلع‌غربی آن پوشیده از جنگل و پوشش‌های سبز گیاهی است و در ضلع شرقی آن درختان توسکای شناور منظره بسیار جالب توجهی را به وجود آورده‌است که در بهار و تابستان استراحتگاه مسافران بوده و از نظر گردشگری یکی از جاذبه‌های مهم تلقی می‌شود.
از ویژگی‌های مهم این تالاب وجود ماهیان مشهوری مانند کپور و اردک ماهی است همچنین این تالاب طبیعی جایگاه پرندگان کمیاب بوده که برای زاد و ولد از اروپای مرکزی، ماورای خزر و مناطق قطبی به این منطقه مهاجرت می‌کنند که مهم‌ترین آن چینگیر نوک‌سرخ است. این تالاب ۱۳۸ هکتار وسعت دارد و از مکان‌های گردشگرپذیر استان گیلان است. وجود درختان توسکا در این تالاب، جلوه‌ای دیدنی به آن بخشیده‌است. از ویژگی‌های تالاب عباس‌آباد آستارا این است که درختان این تالاب به علت اینکه ریشه آن‌ها در آب قرار دارد، همواره در پهنای تالاب جا به جا می‌شوند و حرکت می‌کنند. به همین علت، تالاب آستارا به تالاباستیل درختان شناور هم معروف است.
(در گویش محلی به این تالاب هستل به معنای آبگیر می‌گویند)
از سال ۱۳۸۴ تالاب استیل به عنوان یکی از پنج منطقه نمونه گردشگری استان گیلان شناخته شده‌است.

### بازار بزرگ ساحلی آستارا
بازار بزرگ ساحلی آستارا که در میان مردمان بومی آستارا بساط گفته می‌شود یکی از مهم‌ترین مراکز تجاری استان گیلان، شمال ایران، از معروف‌ترین بازارهای ایران و از مقاصد مسافران ورودی به آستارا می‌باشد.

### پناهگاه حیات وحش لوندویل

چشم‌اندازی از طبیعت حومهٔ آستارا

پناهگاه حیات وحش لوندویل بین ۱۹/۳۸ تا ۲۸/۳۸ عرض شمالی و ۵۲/۴۸ تا ۵۴/۴۸ طول شرقی و در استان گیلان و بخش لوندویل شهرستان آستارا واقع شده‌است.
پناهگاه حیات وحش امیر لوندویل با مساحتی بالغ بر ۱۰۷۴ هکتار، در موقعیتی قرار دارد که از جنوب به شهر لوندویل و از شمال به شهر آستارا و از شرق به دریای خزر و از غرب به جاده آستارا به انزلی منتهی می‌شود. این منطقه در سال ۱۳۵۲ به عنوان منطقهٔ حفاظت‌شده اعلام شد و طی مصوبهٔ شمارهٔ ۶۳ مورخ ۲۱/۵/۱۳۵۴ شورای عالی محیط زیست به مجموعهٔ مناطق تحت مدیریت سازمان پیوست. ارتفاع متوسط منطقه ۲۰ متر پایین‌تر از سطح دریاهای آزاد است. پناهگاه حیات وحش لوندویل دارای اقلیم خیلی مرطوب و معتدل با متوسط بارندگی ۱۱۰۰ میلی‌متر و دمای سالانهٔ ۱۵ درجهٔ سانتی‌گراد است.
این منطقه نمونه‌ای منحصر به فرد از باقیماندهٔ جنگل‌های جلگه‌ای هیرکانی است. حدود ۱/۳ منطقه از برکه، آببندان و تالاب‌های مشجر تشکیل شده‌است. از گونه‌های مهم گیاهی می‌توان از نی، لویی، انار وحشی، توسکای قشلاقی، ازگیل، لرگ، لیلکی، تمشک و غیره نام برد.
این پناهگاه شامل زیستگاه‌های متنوع آبی و خشکی برای جانوران است. ۱۲۵ گونهٔ جانوری در منطقه شناسایی شده‌است که مهم‌ترین آن‌ها عبارتند از روباه معمولی، گراز، سمورآبی، سیاه کاکل، پری شاه رخ، درن فک، قوی فریاد کش، انواع اردک، حواصیل، گیلانشاه خالدار و درنا. پستانداران: سمورآبی، گورکن، فوک دریای خزر و شغال.
پرندگان: قوی گنگ، قوی فریادکش، فیلوش، اردک سیاه کاکل، اردک چشم طلایی، باکلان کوچک و بزرگ، عقاب‌ها، کاکائی‌ها، پرستوهای دریایی، آبچلیک‌ها، حواصیل‌ها، سهره‌ها، چرخ‌ریسک‌ها، گیلانشاه خالدار، پری شاهرخ، درنا و قرقاول.
به عنوان مهم‌ترین عوامل تهدید می‌توان از وجود مجتمع ۱۷ هکتار صدف سیبلی، ۲۵ هکتار محل جمع‌آوری و دفن زباله شهرستان، مستثنیات، تغییر کاربری اراضی، تعارضات به اراضی حاشیهٔ تالاب، چرای دام، شکار و صید غیرمجاز، تأسیسات جهانگردی و برداشت صدف نام برد.
موقعیت
پناهگاه حیات وحش لوندویل بین ۳۸٫۱۹ تا ۳۸٫۲۸ عرض شمالی و ۴۸٫۵۲ تا ۴۸٫۵۴ طول شرقی و در استان گیلان و بین بخش لوندویل و بخش مرکزی شهرستان آستارا واقع شده‌است. مساحت آن در حدود ۱۰۲۶ هکتار است.
پستانداران: سمورآبی، گورکن، فوک دریای خزر و شغال.
پرندگان: قوی گنگ، قوی فریادکش، فیلوش، اردک سیاه کاکل، اردک چشم طلایی، باکلان کوچک و بزرگ، عقاب‌ها، کاکائی‌ها، پرستوهای دریایی، آبچلیک‌ها، حواصیل‌ها، سهره‌ها، چرخ‌ریسک‌ها، گیلانشاه خالدار، پری شاهرخ، درنا و قرقاول.
پناهگاه حیات وحش امیر لوندویل با مساحتی بالغ بر ۱۰۷۴ هکتار، در موقعیتی قرار دارد که از جنوب به شهر لوندویل و از شمال به شهر آستارا و از شرق به دریای خزر و از غرب به جاده آستارا به لوندویل منتهی می‌شود. این منطقه در سال ۱۳۵۲ به عنوان منطقهٔ حفاظت‌شده اعلام شد و طی مصوبهٔ شمارهٔ ۶۳ مورخ ۲۵ مرداد ۱۳۵۴ شورای عالی محیط زیست به مجموعهٔ مناطق تحت مدیریت سازمان پیوست. ارتفاع متوسط منطقه ۲۰ متر پایین‌تر از سطح دریاهای آزاد است. پناهگاه حیات وحش لوندویل دارای اقلیم خیلی مرطوب و معتدل با متوسط بارندگی ۱۱۰۰ میلی‌متر و دمای سالانهٔ ۱۵ درجهٔ سانتی‌گراد است.

#### ویژگی‌های منطقه پناهگاه حیات وحش
این منطقه نمونه‌ای منحصر به فرد از باقیماندهٔ جنگل‌های جلگه‌ای هیرکانی است. حدود ۱/۳ منطقه از برکه، آببندان و تالاب‌های مشجر تشکیل شده‌است. از گونه‌های مهم گیاهی می‌توان از نی، لویی، انار وحشی، توسکای قشلاقی، ازگیل، لرگ، لیلکی، تمشک و غیره نام برد. این پناهگاه شامل زیستگاه‌های متنوع آبی و خشکی برای جانوران است. ۱۲۵ گونهٔ جانوری در منطقه شناسایی شده‌است که مهم‌ترین آن‌ها عبارتند از روباه معمولی، گراز، سمورآبی، سیاه کاکل، پری شاه رخ، درن فک، قوی فریاد کش، انواع اردک، حواصیل، گیلانشاه خالدار و درنا.
عوامل تهدیدکنندهٔ پناهگاه حیات وحش
۱–۲۵ هکتار محل جمع‌آوری زباله پشت امامزاده و و در وسط حیات وحش که جدیداً حصار کشیده شد. در سال ۱۳۶۹ طبق مصوبه اداری برای دفن زباله بخاطر شرایط خاص زمان ۵ هکتار از بهترین حیات وحش ملی در حیات وحش را در اختیار شهرداری آستارا قرار گرفت که تخریب و دفن زباله کند و با کمال تاسف شهرداری آستارا وسعت آن را به ۲۵ هکتار وسعت داده‌است اسماعیل اسدی دارستانی از فعالان حقوق بشر و محیط زیست با فراخوانی در وبلاگ‌ها ووسایت و نشریات و دعوت از صدا و سیما درخواست جلوگیری از وسعت پیدا کردن و تغییر مکان دفن زباله شده‌است بخاطراین موضوع بارها تهدید و اذیت و آزار قرار گرفته و حتی از ایشان شکایت و دادگاهی شده‌است.. اما ایشان و فعالان محیط زیست ساکت نشسته‌اند و در اقدامی موقعیت فعلاً مسئولان را مجبور کردند همین ۲۵ هکتار را دورش را حصار کشی تا بقیه حیلت وحش تخریب نشود و فعالان حقوق بشر و محیط زیست تا تخلیه ۲۵ هکتار از حیات وحش از زباله به مبارزه بین‌المللی و ملی خود ادامه خواهند داد. ۲-به عنوان مهم‌ترین عوامل تهدید می‌توان از وجود مستثنیات، تغییر کاربری اراضی، تعارضات به اراضی حاشیهٔ تالاب، چرای دام، شکار و صید غیرمجاز، تأسیسات جهانگردی و برداشت صدف نام برد.[۴] ۳- مهم‌ترین تخریب حیات وحش برداشت بی‌رویه شن و ماسه و صدف از ساحل دریا و رودخانه‌ها است و همچنین تخریب کنندگان محیط زیست به بهانه جمع‌آوری شن و صدف جنگل را تخریب و نابود می‌کنند و بعضی از متعرضین با حمایت بعضی از رجال سیاسی اقدام به تصرف حیات وحش و محیط زیست منطقه کردند و می‌کنند. ۴–۱۷ هکتار بهترین زمین‌ها و مناطق حیان وحش در ساحل آستارا که توسط سازمان محیط زیست حصار کشیده شده‌است سال‌هاست بدون مدرک و سند در اختیار شرکت سرمایه‌گذاری جهانگری (شرکت غیردولتی) است با رها سازمان محیط زیست و مدافعان محیط زیست اعتراض و فراخوانی دادند از جمله استاد اسماعیل اسدی دارستانی فعالان حقوق بشر و محیط زیست و شناخته شده جهانی که نویسنده و محقق و روزنامه‌نگار است در فراخوانی عمومی در سایتها و وبلاگ‌ها و اعتراض و اعتصاب جلوی محل مورد نظر درخواست باز پس‌گیری و جلوگیری از تخریب محیط زیست توسط این شرکت غیردولتی اما با نفوذی ملی نموده‌است مسئولان محلی به جای رسیدگی نامبرده را تهدید و بازداشت کردند و شرکت غیردولتی مورد نظر درصدد است با اعمال نفوذ در زمن حیات وحش و ساحل سیبلی هتل بین‌المللی بسازد و حیات و حش و درختان را در حال تخریب است...

## آثار تاریخی
اکنون قدیمی‌ترین بنای منطقه متعلق به دوره ایلخانی بوده و تعداد دیگر از آثار دوران صفویه و قاجاریه این بنای کهن را همراهی می‌کنند. شایان ذکر است که بناها و آثار دوران اسلامی منطقه شهرستان آستارا اکثراً شامل قبور قدیمی و بقاع و آرامگاه‌هایی هستند که در دامنه کوه‌ها و جنگل‌ها به صورت متروک و برخی بدون تاریخ و بنا واقع شده‌اند و از لحاظ فیزیکی وضعیت مناسبی ندارند.

### قلعه شیندان
قلعه شیندان (به ترکی آذربایجانی: شیندان قالاسی) قلعه‌های تاریخی و مرتفع در مرز جمهوری آذربایجان و ایران است، که قدمتی در حدود دوهزارسال را دارا می‌باشد.
دژ و قلعه تاریخی در ارتفاع ۱۸۵۰ متر بر فراز کوه شیندان، در جادهٔ آستارا به اردبیل، منطقه حیران، بالای روستای ونبین و آنسوی مرز واقع شده‌است. قدمت آن به قبل از اسلام می‌رسد، به معنای محل نور که در آنجا آتشکدهایی بوده‌است. از اتفاقات مهم این قلعه به قیام حمزه خان تالش (حاکم آستارا) در عهد شاه عباس صفوی می‌توان اشاره کرد که حاکم اردبیل مدت ۹ ماه آنجا را به محاصره درآورده و در نهایت حمزه خان با کشتی به شیروان متواری گشت.

### دبیرستان حکیم نظامی
آستارا، شهری است با پشتوانه عمیق فرهنگی؛ هر چند اطلاعات عمیقی در ارتباط با باسوادترین شهر ایران وجود ندارد و این شاخص‌ها در سال‌های متفاوت تغییر می‌کند، اما قدر مسلم آن است که آستارا در استان گیلان یکی از باسوادترین مناطق شهری ایران محسوب می‌شود و تعداد بیسوادان این شهر بسیار اندک است. سابقه تاریخی در آستارا نیز حاکی از آن است که مردم این شهر همواره به علم و فرهنگ علاقه‌مند بوده‌اند. پایه‌گذاری مدرسه حکیم نظامی در بیش از ۱۰۰ سال پیش در شهر آستارا خود حکایتی از این عمق فرهنگ و ادب در این شهر است. این مدرسه در سال ۱۲۸۷بنیان گذاشته شده‌است، این مدرسه در این مدت بیش از یک قرن فرهیختگان زیادی را پرورش داده‌است. از جمله افتخارات دیگر این مدرسه این است که خسرو گلسرخی و نیما یوشیج، بنیان‌گذار شعر معاصر ایران در سال‌های ابتدایی ۱۳۰۰ در این دبیرستان تدریس کرده‌است. این مدرسه قدیمی حیاطی بزرگ دارد و بامی سفالین با درب و پنجره‌هایی از چوب و همچنین شومینه‌های چدنی، که در مجموع همه این نمادها در کنار همدیگر بیان‌کننده معماری سنتی و بومی این منطقه از گیلان است. دبیرستان حکیم نظامی با توجه به قدمت ساخت آن و سایر وجوه آن هم‌اکنون در فهرست آثار ملی ایران به ثبت رسیده‌است وبخش‌های قدیمی این دبیرستان تبدیل به موزه گشته‌است و مورد حفاظت قرار دارد. چند سال پیش نیز بازسازی شده‌است.
مدرسه سنایی سیبلی در سال ۱۳۸۷ همانند حکیم نظامی صد ساله شد. در آستارا دو مدرسه تاریخی و مدرن ساخته شده‌است. (حکیم نظامی و مدرسه سنایی سیبلی) (رجوع به کتاب داستان‌های آسمانی و سر گذشت تالشان)

### امامزاده ابراهیم و قاسم سیبلی
از فرزندان امام موسی کاظم بوده‌اند که در ۵ کیلومتری آستارا - تالش واقع شده‌است. شبستان، کاروان سرا، بازار و... از ویژگی‌های خاص این امامزاده می‌باشد که از مجهزترین مراکز مذهبی گیلان به حساب می‌آید. هر ساله هزاران زائر برای زیارت و پرداخت نزورات به آنجا می‌روند. در سال ۱۳۸۶ ه. ش با همکاری سازمان اوقاف و کمک‌های مردمی در حال بازسازی می‌باشد.

### مدرسه شهیدمدنی

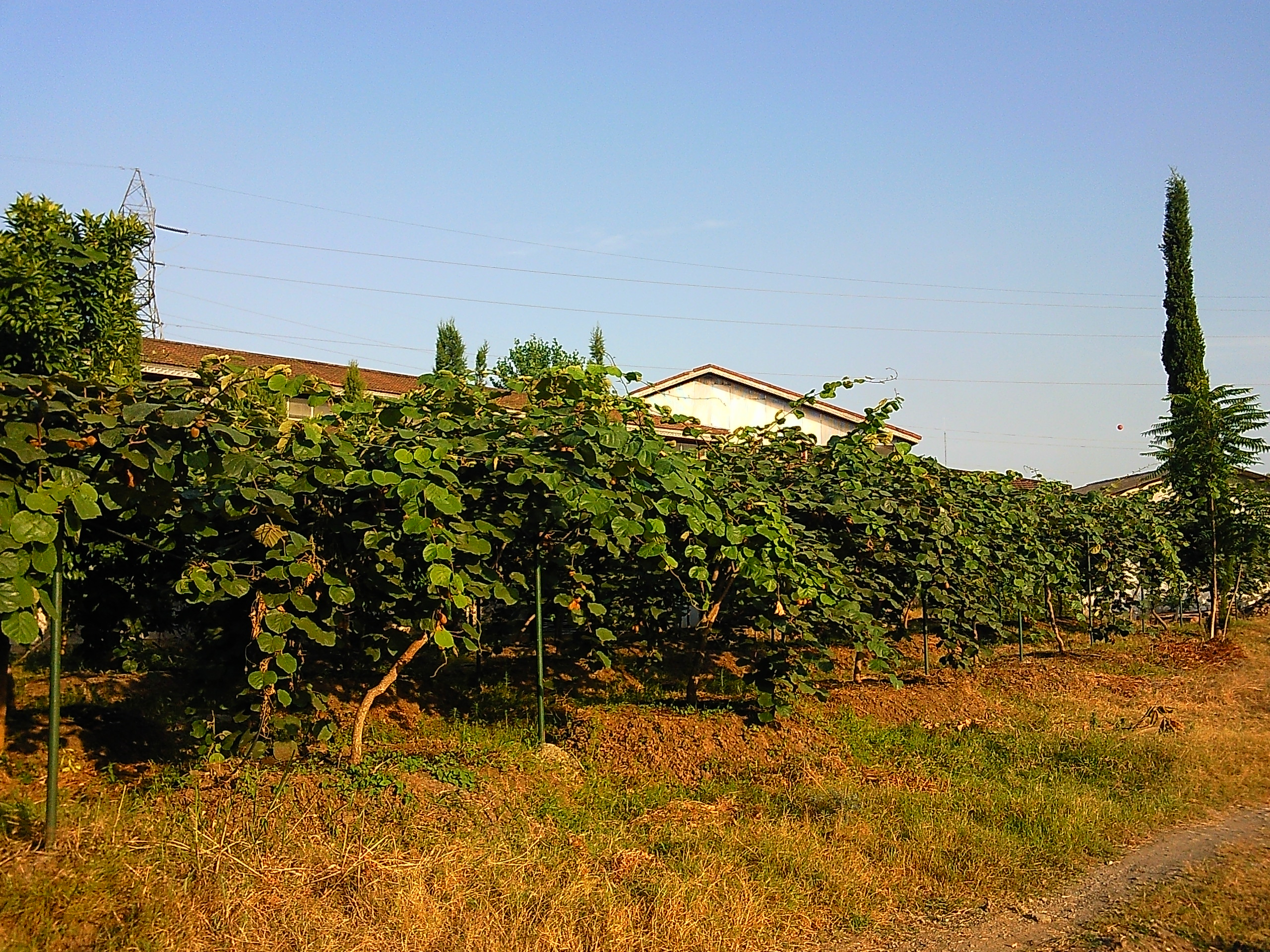
باغ کیوی

قدمت ساختمان مدرسه شهیدمدنی (به نام پیشین: داریوش) به بیش یک قرن می‌رسد اما پس از خریداری ساختمان آن از مرزبانی آستارا مدرسه شهیدمدنی (داریوش سابق) کار خود را در جهت تعلیم وتربیت دانش آموزان از سال ۱۳۱۹ ه. ش آغاز کرد.
این مدرسه که در بدو تأسیس یکی از مراکزنظامی شهر می‌بوده، پس از مدتی به یکی از مراکز مشهور آموزشی آستارا مبدل گشته و نمای ساختمان آن بسیار زیبا و منحصر به فرد می‌باشد و تا اواسط دهه هشتاد کاربرد آموزشی داشت که بعدها در زمین مدرسه ساختمان جدیدی بنا نهادند. وساختمان قدیمی مدرسه درلیست آثار ملی ثبت گردید.

### بقعه پیرقطب الدین
بقعهٔ پیر قطب الدین که در ۳ کیلومتری راه آستارا به اردبیل، داخل قبرستان روستای باغچه سرا، روی تپهٔ نسبتاً بلند قرار گرفته‌است.
این بنا آجری که طولش بیشتر از ۱۱ و عرضش ۶ متراست. پیشینهٔ بقعهٔ پیر قطب الدین به دوره قاجاریه می‌رسد. ورودی بنا در قسمت جنوبش قرار دارد که به کفش کن هم راه پیدا می‌کند. بقعه پیر قطب الدین زیارتگاه اهالی اطراف است. داخل بقعه، سنگ مرمر سفید رنگی به طول ۱۲۲، عرض۳۰ و قطر ۱۶ سانتی‌متر وجود دارد.
کنار در ورودی بقعه، سنگ سیاه تو خالی بزرگی به صورت سنگ قبر دیده می‌شود که نقش‌های زیبایی در چهار طرف آن حک شده‌است. در محوطهٔ اطراف بقعه، تعدادی سنگ تراشیده ظریف به صورت پلکان نصب شده که سنگ قبر سیاهی در قسمت کفش کن دیده می‌شود و کتیبه‌ای دارد که متأسفانه به سبب فرسودگی، نوشته هاش خوانا نیست.

### بقعه شیخ تاج‌الدین محمد خیوی
بقعه مدفن "شیخ تاج‌الدین محمد خیوی" از اهالی مشکین شهر یا خیوه سابق است که در لمیر محلهٔ شهرستان آستارا قرار دارد. بنا پلانی مربع، به اندازه ۱۰/۵ در ۲۰/ ۵ متر دارد. قسمت زیرین بنا از سنگ و قسمت‌های بالاتر با آجر، کار شده‌است. بالای بقعه گنبدی آجری وجود دارد. سه سنگ قبر داخل بقعه به شیخ تاج‌الدین و یارانش تعلق دارد. روی یکی از سنگ‌ها تاریخ ۷۳۲ هجری و بر روی یک سنگ قبر دیگر تزیینات حکاکی شده گیاهی و دو بیت شعر عربی با نام سازنده آن "استاد شرف الدین عثمان بن جمال شیرازی " حک شده‌است.

### بقعه سیدمحمد دوست
این آرامگاه و بقعه که اکنون زیارت اهل دل است در روستای چلوند واقع شده متعلق به اواخر قرن هشتم ه. ق می‌باشد. در جنگ جهانی اول یکبار توسط کشتی روسی مورد اصابت گلوله توپ قرار گرفته و قسمتی از دیوارش مخروب گشته‌است.

### طرق مظفری
در هشتمین سال سلطنت مظفرالدین شاه قاجار جاده‌ای شوسه از آستارا به اردبیل کشیده شد که به طرق مظفری معروف گشت. دیدنی‌ترین قسمت این جاده در بالای پل زیبای بهارستان است که از چندین پیچ تند و خطرناک تشکیل گردیده و آن زمان پاسگاهی را برای حفاظت از این مکان احداث می‌کنند. یک کیلومتر بالاتر از آنجا چشمه‌ای از دل کوه می‌جوشد که برای نوشیدن آب صف طولانی تشکیل می‌شود.

### قلعه تک آغاج
بقایای این قلعه که در ارتفاعات اسپیناس قرار گرفته به دوران سلاجقه می‌رسد که تیمور لنگ در آنجا اتراق کرده و به سنجر آباد قشون برده‌است. در سال ۱۳۲۶ه. ش الی ۱۳۲۹ ه. ش مرکز نور افکن مرزبانی آستارا بوده‌است.